# Język hupa
Język hupa (hoopa) – prawie wymarły indiański język Rezerwatu Doliny Hoopa w północno-zachodniej Kalifornii, który obecnie jest ojczystym językiem mniej niż 10 osób (populacja ludu Hupa wynosi dziś niewiele ponad 200). Przed najazdem Europejczyków do Ameryki istniało kilka dialektów tego języka, część wymarło po kilku wiekach od tamtej epoki jak np. chilula – whilkut. Celem rewitalizacji języka naucza się go w szkole podstawowej, również osoby dorosłe Hupa.

## Alfabet
a, a:, b, ch , ch' , chw , chw' , d , dz, e, e:, g , gy , h , i, j , k , k' , ky , ky', l, ł, m, n , ng, o, o:, q, q', s, sh, t, t', tł, tł', ts, ts', u, w, wh, x, xw, y, '